# Mansilla Mayor
Mansilla Mayor es un municipio y lugar español de la provincia de León, en la comunidad autónoma de Castilla y León. Cuenta con una población de 324 habitantes (INE 2024). El municipio incluye las poblaciones de Mansilla Mayor, Nogales, Villamoros de Mansilla y Villaverde de Sandoval.

## Toponimia
Su topónimo procede del diminutivo de mansum, cuyo significado es «mansión» o parada en la calzada romana, en torno a la cual se centró la villa.

## Geografía
Ubicado en la comarca de Valle de Mansilla, se sitúa a 20 kilómetros de la capital leonesa. El término municipal está atravesado por la carretera N-601 entre los pK 311 y 314, así como por la autovía A-60 en el tramo Santas Martas-León.
El relieve del municipio es muy llano, situándose el terreno en la llanura aluvial situada entre el río Porma, que discurre por el oeste, en el río Esla, que discurre por el sur, en el cual desemboca. El actual relieve es debido a la reparcelación de las tierras que se llevó a cabo en la década de 1980 y que supuso una transformación radical del paisaje, ya que fue sometido a una deforestación prácticamente total. Restos de ese paisaje original se pueden encontrar en las zonas próximas a los ríos y en el entorno de Villamoros de Mansilla. El pueblo se alza a 788 metros sobre el nivel del mar. 
| Noroeste: Villaturiel | Norte: Villasabariego                                   | Noreste: Villasabariego        |
| Oeste: Villaturiel    |                                                         | Este: Villasabariego           |
| Suroeste: Villaturiel | Sur: Villanueva de las Manzanas y Mansilla de las Mulas | Sureste: Mansilla de las Mulas |

### Geología
El municipio de Mansilla Mayor se encuentra dentro de la cuenca del Duero, en la zona distal de los grandes abanicos de edad Terciaria originados durante la erosión de la cordillera Cantábrica formada en la Orogenia Alpina, actualmente estos abanicos están siendo erosionados por el actual sistema fluvial debido a la apertura al mar de toda la cuenca del Duero disminuyendo al nivel del mar el nivel de base. Los materiales son cuaternarios, principalmente cantos siliciclásticos y carbonatados debido a que todo el municipio forma parte de la llanura aluvial de los ríos Esla y Porma, lo que provoca que el nivel freático se encuentre muy próximo a la superficie. También presenta facies medias y distales de los abanicos terciarios, que presentan mejores afloramientos en los municipios circundantes como el de Villasabariego.

## Demografía

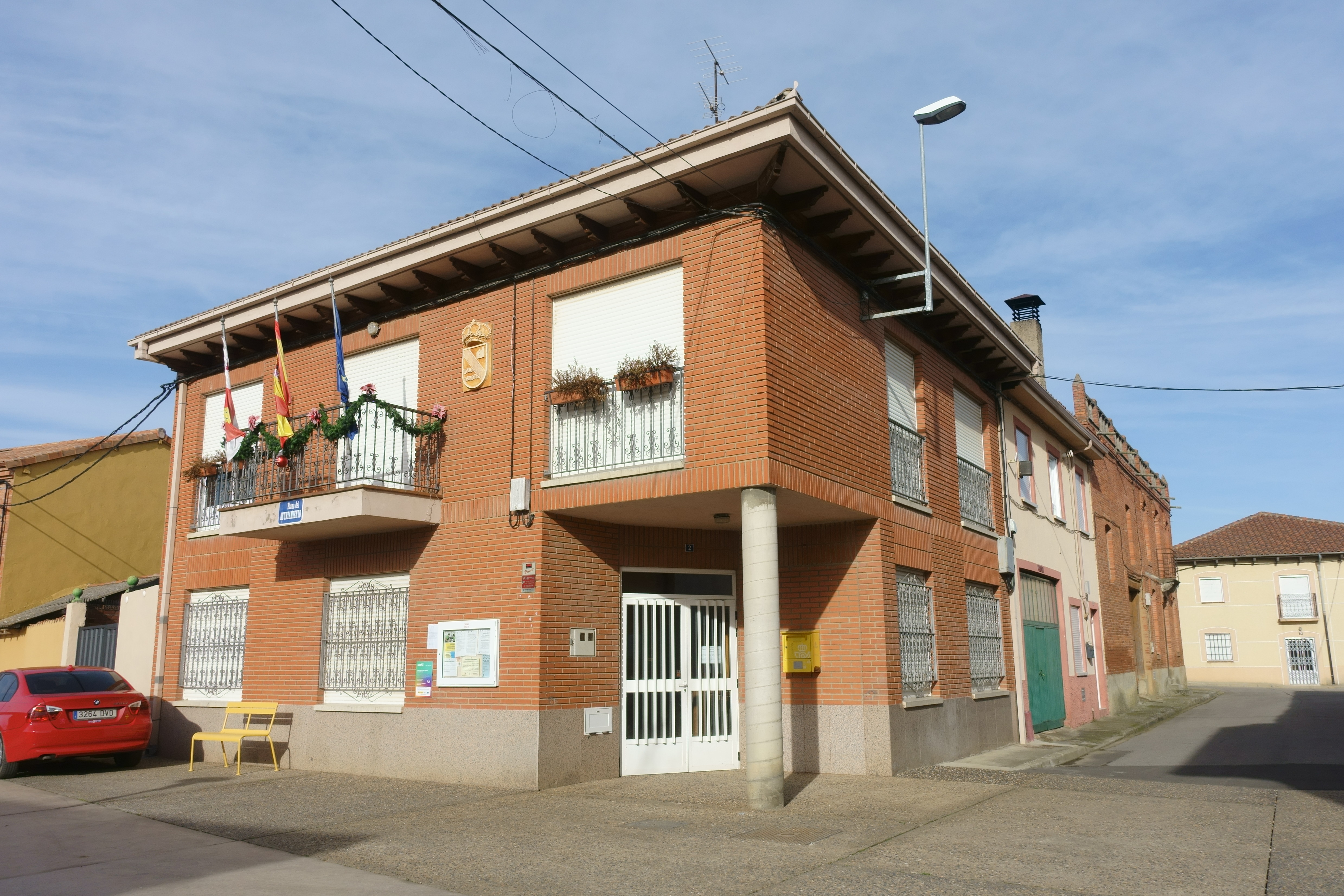
Casa consistorial

Cuenta con una población de 324 habitantes (INE 2024).
| Gráfica de evolución demográfica de Mansilla Mayor entre 1857 y 2021 |
| |
| Población de derecho según los censos de población del INE. Población de hecho según los censos de población del INE. En 1857 aparece este municipio porque se segrega de Villasabariego. |

## Cultura

### Patrimonio
Iglesia de San Miguel

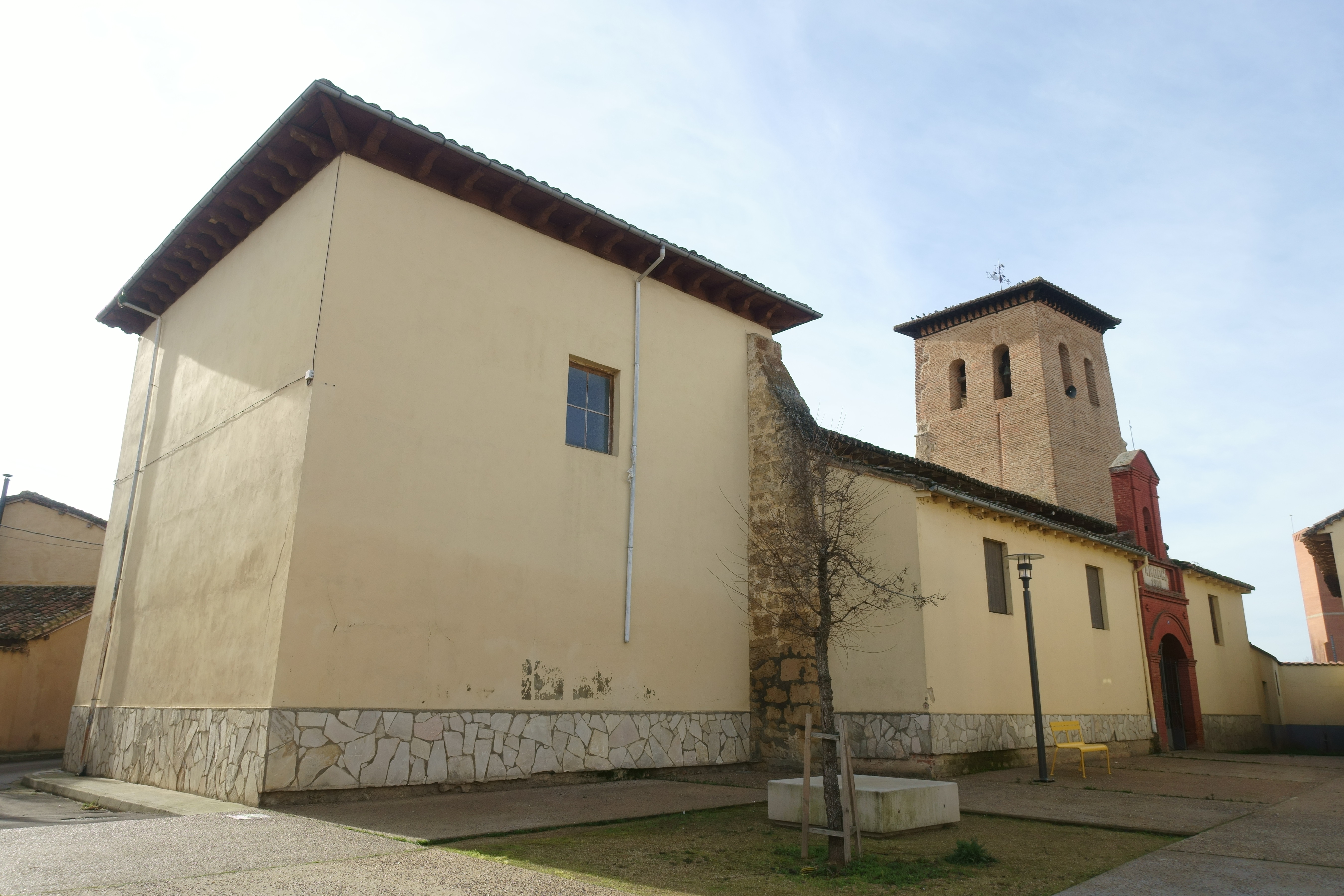
Iglesia de San Miguel Arcángel

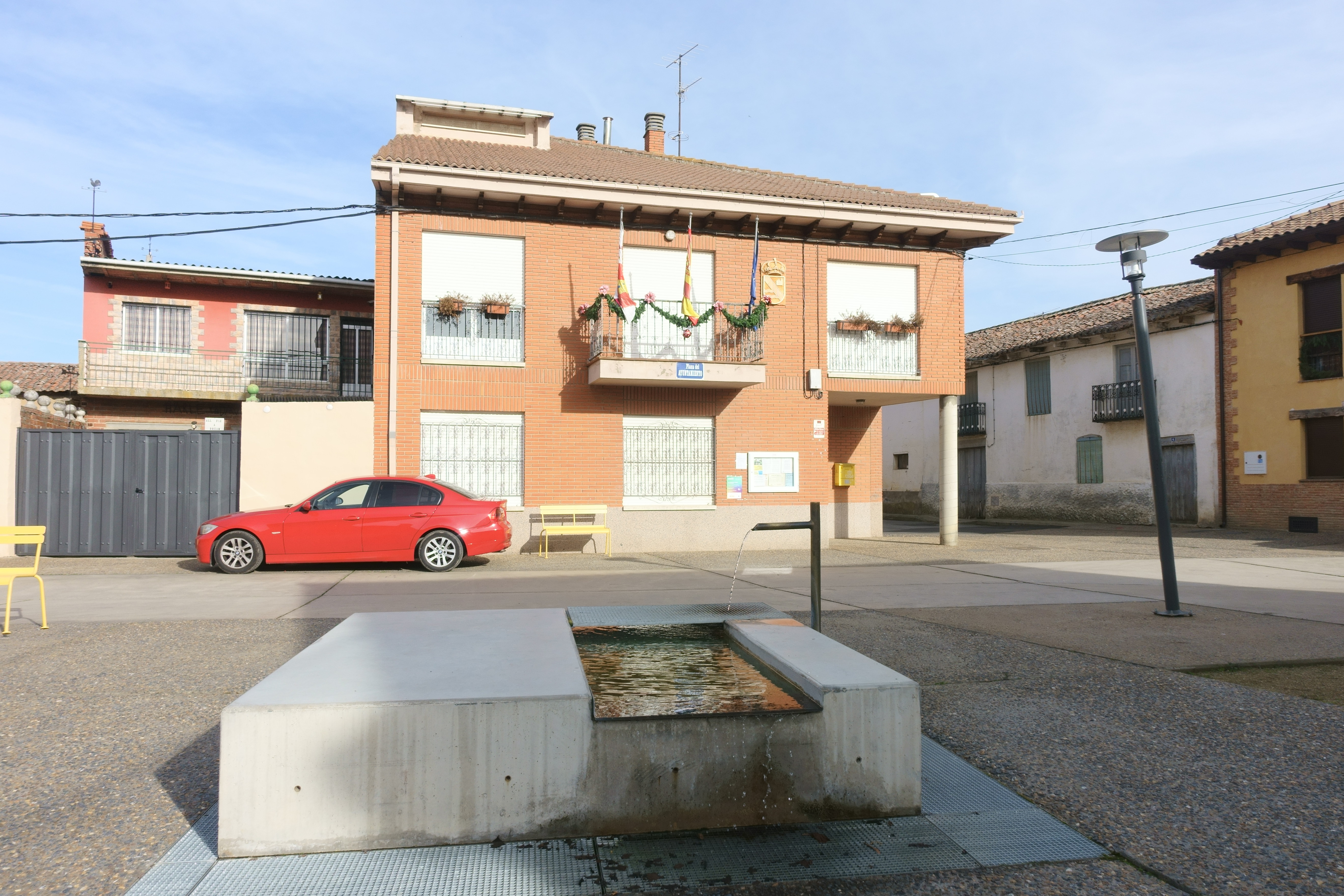
Fuente y casa consistorial

Su iglesia, la iglesia de San Miguel, cuenta con una sola nave, con dos laterales añadidos en época moderna, que se separa del presbiterio por un llamativo arco toral que sujeta la estructura principal del edificio. El cuerpo central mide 18 metros de largo, 8 de ancho y 10 de alto. Se cubre con dos artesonados separados por dicho arco toral, el mudéjar sobre la nave y el barroco sobre el presbiterio.
El artesonado barroco de la capilla principal fue elaborado en 1709 por los maestros leoneses, Francisco Sánchez y Valentín Díez Portilla, se restaura varias veces, realizándose la última limpieza a mediados del XX. Se trata de una minuciosa y bellísima obra en madera de nogal, con multitud de piezas talladas, ensambladas y claveteadas con labores de lazos. Destaca en pinjante o estructura central, con piezas alargadas y colgantes con varios angelotes que le dan un aire propio.
La torre data de 1657, obra de Francisco Calderón, sobre otra anterior en estado ruinoso. El tercio inferior se levanta en piedra natural, y en fábrica de ladrillo hasta su remate en el triple alero de madera.
Plaza Mayor y plaza de la Fuente
La remodelación de la plaza Mayor de Mansilla Mayor, proyecto que conecta la iglesia con la casa consistorial y la fuente, fue galardonada con el premio de arquitectura FAD 2020 en la categoría de Ciudad y Paisaje, hecho que, entre otras consecuencias, aporta relevancia y contribuye a la difusión y conocimiento de Mansilla Mayor.

### Fiestas
- Nuestra Señora y San Roque (15 y 16 de agosto)
- San Miguel (9 de mayo)
- Corpus Christi (27 de junio de 2011)